# Jean-Marc Berset
Pour les articles homonymes, voir Berset.
Jean-Marc Berset, né le 12 juillet 1960 à Bulle, est un champion suisse d'athlétisme handisport et de handbike médaillé aux Jeux paralympiques d'été de 1988 à Séoul, aux Jeux paralympiques d'été de 1992 à Barcelone et médaillé d'argent en catégorie H2 (45km) et une médaille de bronze en relais aux Jeux paralympiques d'été de 2012 à Londres.

## Biographie
Jean-Marc Berset est devenu paraplégique à la suite d’un accident de voiture survenu en 1983. Il est marié et père de deux enfants, Bastien et Vincent. Jean-Marc Berset a continué d'exercer sa profession d'artisan boulanger-pâtissier tout au long de sa carrière sportive, et il est le patron d'une boulangerie-pâtisserie-tea-room située à Bulle, dans le canton de Fribourg,.

## Carrière sportive
Jean-Marc Berset a participé à trois Jeux olympiques en tant qu'athlète handisport, obtenant deux médailles à Séoul (1988) et une à Barcelone (1992). Il a participé aux Jeux d'Atlanta (1996) sans obtenir de médaille. Après une pause de quelques années, il reprend la compétition en handbike et obtient deux médailles à Londres (2012).

## Jeux paralympiques
- 1988 - Séoul
  -  Médaille d'argent 4x400 m
  -  Médaille de bronze 1000 m
- 1992 - Barcelone
  -  Médaille d'argent 800 m
- 1996 - Atlanta
  - Qualification
- 2012 - Londres
  -  Médaille d'argent Course sur route
  -  Médaille de bronze relais

## Liens
- Ressource relative au sport :   - Olympedia